# Torneo de Luxemburgo 2021
El BGL BNP Paribas Luxembourg Open 2021 fue un torneo femenino de tenis que se jugó en pistas cubiertas duras. Se trató de la 25.ª edición de la BGL Luxemburgo Open, como parte del calendario de torneos wta 250 de la WTA Tour 2021. Se llevó a cabo en Ciudad de Luxemburgo (Luxemburgo) del 14 al 19 de septiembre de 2021.

## Distribución de puntos
| Modalidad           | Campeona | Finalista | Semifinales | Cuartos de final | 2ª ronda | 1ª ronda | Clasificadas | 3ª ronda de clasificación | 2ª ronda de clasificación | 1ª ronda de clasificación |
| Individual femenino | 280      | 180       | 110         | 60               | 30       | 1        | 18           | 14                        | 10                        | 1                         |
| Dobles femenino     | 280      | 180       | 110         | 60               | -        | 1        | -            | -                         | -                         | -                         |

## Cabezas de serie

### Individuales femenino
| Tenista               | Ranking | Preclasificada |
| Belinda Bencic        | 12      | 1              |
| Elise Mertens         | 16      | 2              |
| Jeļena Ostapenko      | 30      | 3              |
| Ekaterina Alexandrova | 34      | 4              |
| Markéta Vondroušová   | 38      | 5              |
| Shuai Zhang           | 49      | 6              |
| Liudmila Samsónova    | 52      | 7              |
| Alizé Cornet          | 56      | 8              |

- Ranking del 30 de agosto de 2021.

### Dobles femenino
| Tenista                           | Ranking | Preclasificada |
| Eri Hozumi Makoto Ninomiya        | 162     | 1              |
| Lidziya Marozava Andreea Mitu     | 178     | 2              |
| Mona Barthel Kaitlyn Christian    | 205     | 3              |
| Astra Sharma Rosalie van der Hoek | 218     | 4              |

## Campeonas

### Individual femenino
Clara Tauson venció a  Jeļena Ostapenko por 6-3, 4-6, 6-4

### Dobles femenino
Greet Minnen /  Alison Van Uytvanck vencieron a  Erin Routliffe /  Kimberley Zimmermann por 6-3, 6-3